# Torre Foshay
La Torre Foshay (in inglese: Foshay Tower), conosciuta anche come W Minneapolis - The Foshay, è uno storico grattacielo della città di Minneapolis nel Minnesota.

## Storia
La costruzione dell'immobile è terminata nel 1929. 
L'edificio è iscritto nel registro nazionale dei luoghi storici dal 1978.

## Descrizione
L'edificio sorge al 821 Marquette Avenue nel centro di Minneapolis. Alto 136 metri, conta 32 piani. Presenta uno stile Art déco.